# Dreba

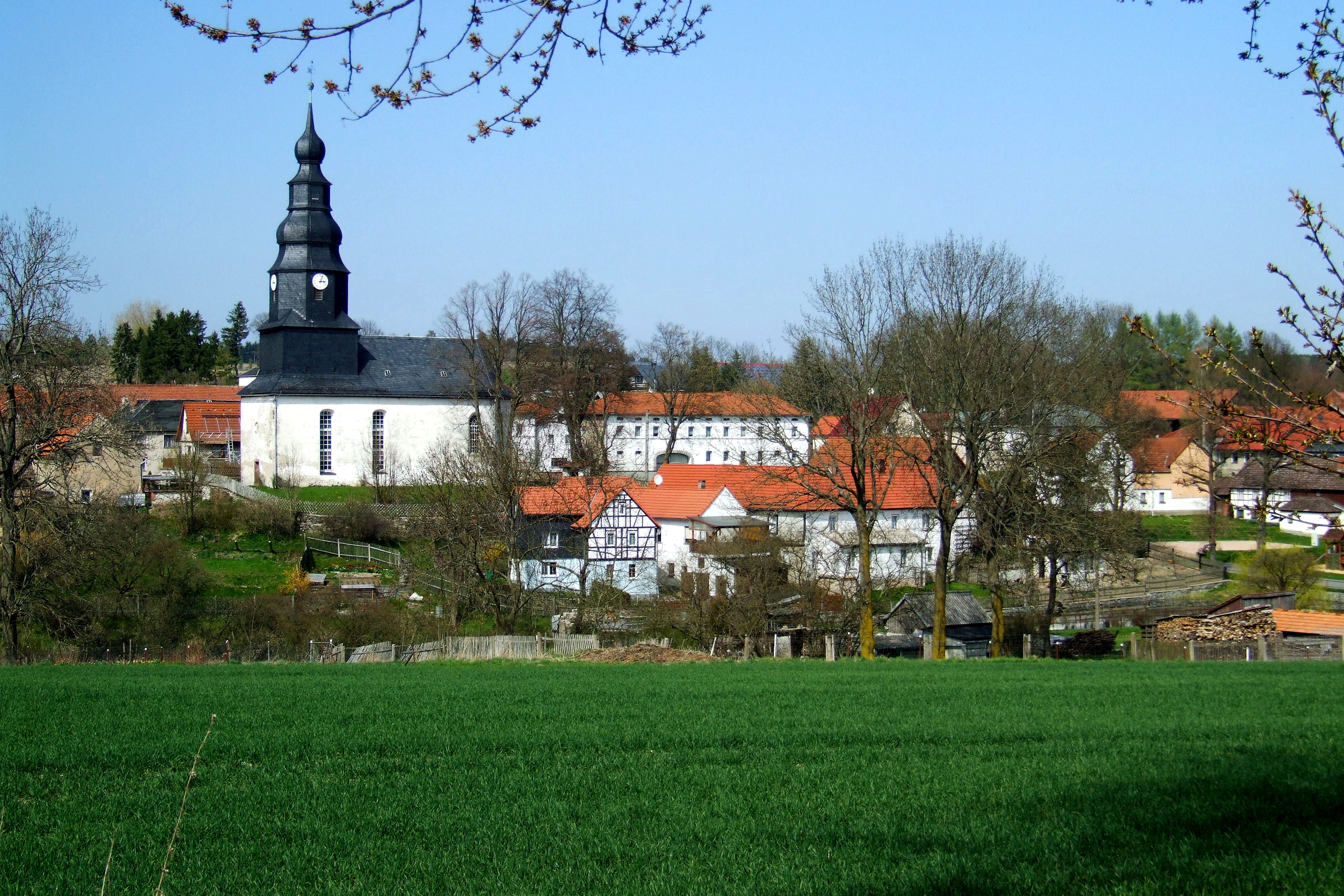
Ort und Kirche

Dreba ist ein Ortsteil von Neustadt an der Orla im Saale-Orla-Kreis (Thüringen).

## Geographie
Dreba liegt am nördlichen Rand der Plothener Teiche, etwa zehn Kilometer südlich von Neustadt an der Orla. Durch Dreba fließt der gleichnamige Bach.
Angrenzende Orte sind Weira, Linda b. Neustadt an der Orla, Dittersdorf, Plothen, Volkmannsdorf und Knau im Saale-Orla-Kreis.

## Geschichte
Der Ort wurde urkundlich erstmals im Jahr 1302 unter dem Namen de Trebene erwähnt. Der Name leitet sich wahrscheinlich von altsorbisch *Trebin- ab und hat entweder die Bedeutung 'Siedlung des *Treben/*Treba (Personenname)' oder 'Siedlung auf der Rodung'. Vom 4. November 1994 bis Ende 2019 gehörte Dreba zur Verwaltungsgemeinschaft Seenplatte.
Am 31. Dezember 2019 wurde Dreba in die Stadt Neustadt an der Orla eingemeindet.
| - 1994: 320 - 1995: 314 - 1996: 311 - 1997: 311 - 1998: 302 - 1999: 304 | - 2000: 304 - 2001: 295 - 2002: 298 - 2003: 295 - 2004: 293 - 2005: 286 | - 2006: 284 - 2007: 284 - 2008: 277 - 2009: 280 - 2010: 274 - 2011: 267 | - 2012: 253 - 2013: 241 - 2014: 244 - 2015: 238 - 2016: 231 - 2017: 229 | - 2018: 233 |

 Datenquelle: Thüringer Landesamt für Statistik

## Politik

### Ehemalige Bürgermeisterin
Letzte Bürgermeisterin der Gemeinde Dreba war Petra Herzog.

## Sehenswürdigkeiten

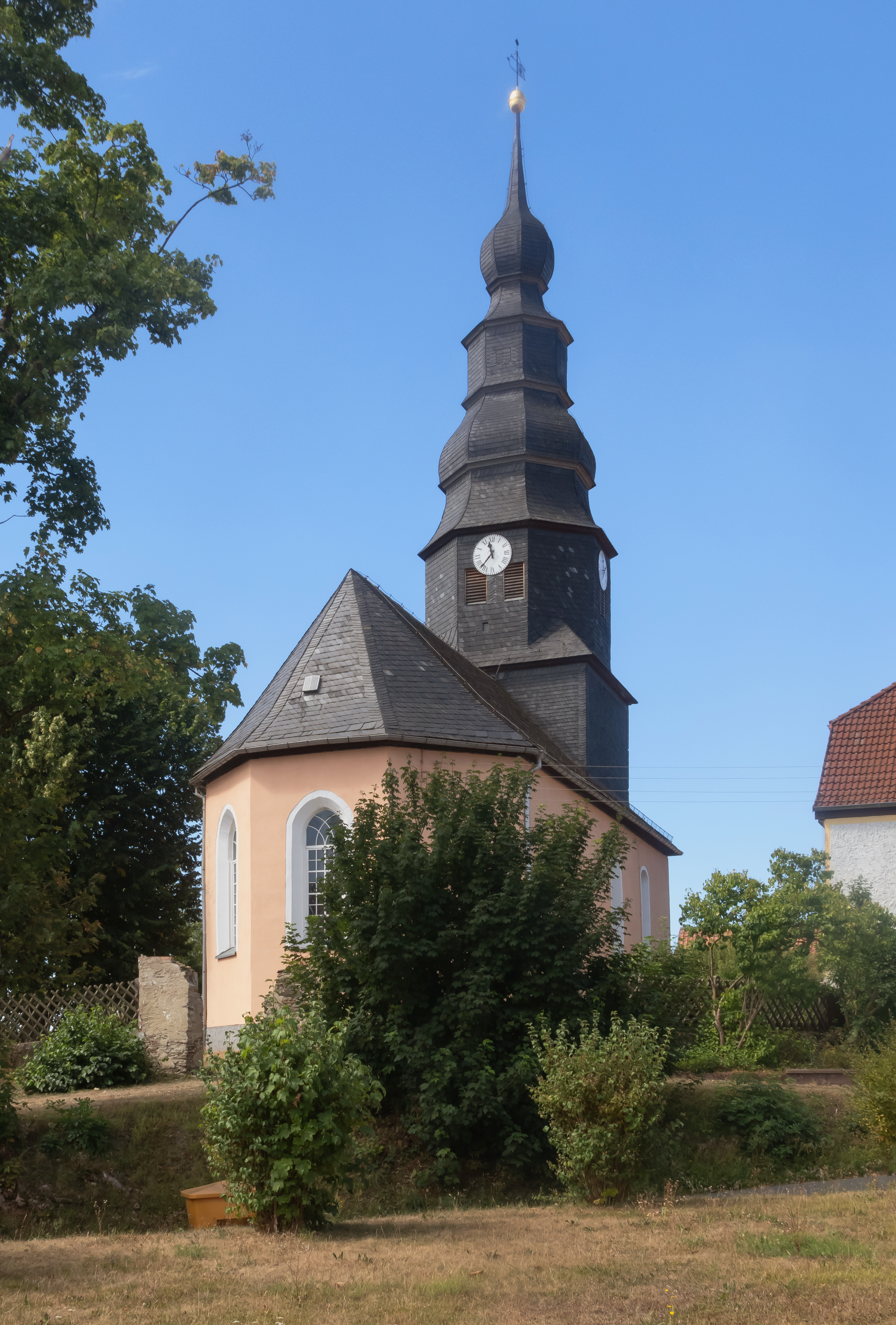
Dorfkirche

Das Ortsbild wird geprägt durch die barocke Dorfkirche aus dem Jahr 1752 und dem aus vier Häusern bestehenden Neubaugebiet.
Die Kirche, um das Jahr 1500 herum erbaut, war in vorreformatorischer Zeit dem Heiligen Cyriakus geweiht. Das Langhaus von 1639 hat man um 1820 mit Emporen auf dorischen Säulen erneuert.
Bevor im Jahre 1750 der 32 m hohe Dachturm errichtet wurde, soll sich nach legendärer Überlieferung der Baumeister, ein Zimmerer aus dem Ort, mehrere Tage in ein Roggenfeld zurückgezogen und ein Modell aus Strohhalmen zusammengesetzt haben. Die Orgel wurde 1862 von Friedrich Wilhelm Dornheim erbaut. Sie besitzt 16 Register auf zwei Manualen und Pedal.
Die älteste Glocke ist 1494 in Erfurt, wohl in der gleichen Werkstatt wie die berühmte „Gloriosa“ des Erfurter Domes gegossen worden. Ihr Durchmesser beträgt 91 cm. Die Inschrift lautet: „hilf got maria berot.“ Seit der Restauration von 1862 hat die Kirche im Innern ein freundliches, einheitliches und würdiges, wenn auch etwas nüchternes Aussehen. An der Nord- und Süd-Seite finden sich je zwei regelmäßige Korbbogen-Fenster.
Der Friedhof  liegt etwas entfernt von der Kirche  am Weiraer Weg.
Die kleine Kapelle trägt einen beschieferten, mit achteckiger Schweifkuppel versehenen Dachreiter und entstammt dem Jahr 1883.

## Teichgebiet
Das im Jahre 2000 als Naturschutzreservat endgültig geschützte Dreba–Plothener Teichgebiet (FFH-Gebiet Nr. 155) zählt zu den landschaftlichen und naturkundlichen Perlen des Naturparks Thüringer Schiefergebirge/Obere Saale.
Das größte zusammenhängende Teichgebiet in Thüringen ist nicht nur aufgrund seiner Vielfalt und seiner Schönheit ein für Thüringen einzigartiges und europaweit bedeutsames Feuchtgebiet.
Neben der ausgesprochen interessanten Vogelwelt prägen das Gebiet auch viele seltene Tier- und Pflanzenarten.
Beispielsweise kommen mit Laubfrosch und Kammmolch hier zwei besonders geschützte Amphibienarten vor. Die Kleine Seerose hat in den extensiv genutzten Teichen einen deutschlandweit bedeutsamen Verbreitungsschwerpunkt. Für den vom Aussterben bedrohten Moorfrosch befindet sich hier einer der letzten Rückzugsorte.
Die Vegetation war vor der Einflussnahme durch den Menschen vornehmlich von dichten Erlen-Sumpf- und Erlenbruch-Wäldern bestimmt. Die heute dominierende Fichte kam damals, abgesehen von ausgesprochenen Kammlagen, selten vor. Auf höheren Lagen gab es Tannenwälder, darunter befanden sich Buchen, zum Teil Fichten und Eichen.
Im Laufe der Jahrhunderte wurde die Gewässerlandschaft immer wieder verändert. Die Überbleibsel aufgegebener Teiche sind noch heute durch Senken, Weidengebüsche, Seggenrieder oder Reste zerfallener Teich- und Dammanlagen zu erkennen.
Im Großen und Ganzen kann das Landschaftsprofil als eine enge Verzahnung von Freiwasserflächen, Flachwasserzonen und Verlandungsbereichen charakterisiert werden mit Wäldern, Feldern, Teichen und Wiesen, zwischen denen Reste von Bruchwaldvegetation, kleinflächige Flach- und Zwischenmoorbereiche und Feuchtwiesen eingestreut sind.
Die Teiche sind wertvolle nährstoffarme und mäßig nährstoffreiche, basenarme Stillgewässer, die mit ihrer Verlandungsvegetation und Moorbildung, zu den mittlerweile sehr selten gewordenen Lebensräumen für Vögel, Reptilien, Amphibien, Fische, Insekten und Pflanzen zählen.
Nur hier kommen vom Aussterben bedrohte oder stark gefährdete Arten wie Moorfrosch, Laubfrosch, Weiß- und Schwarzstorch, Keilflecklibelle, Gebänderte Heidelibelle oder Moderlieschen noch so häufig vor.
Die großraumbewirtschafteten land- und forstwirtschaftlichen Nutzflächen der Region werden hier unterbrochen durch ein sehr feuchtes Lokalklima (Mikroklima). Deshalb treten im Teichgebiet sehr viele Arten auf, die an ein regenreiches subatlantisches und damit westeuropäisches Klima gewöhnt sind. Dazu gehören Hirsch-Holunder, Fuchssches Kreuzkraut, Harz-Labkraut und der Südliche Wasserschlauch, eine nachfolgend näher beschriebene „fleischfressende Pflanze.“ In diesem subatlantischen Milieu gedeihen auch Arten, die normalerweise von Mecklenburg über Brandenburg bis in die Niederlausitz verbreitet sind.

## Wüstungen
Wo der Weg nach Weira seinen höchsten Punkt erreicht, befand sich anstelle der heutigen Hochbehälter vor langer Zeit ein Dorf namens „Schierlitz“ mit einer Propstei des Saalfelder Klosters. Als der Propst seinen Sitz nach Ziegenrück verlegte und in Weira eine Pfarrkirche errichtet wurde, bezogen Neunhofen und Weira anstelle von Schierlitz die mit der Propstei verbundenen Einkünfte und der Ort ging ein. Die Geschichte ist urkundlich nicht nachweisbar.
An der Straße von Knau nach Dreba sind auf der Höhe der Bassins des Fischereizuchtbetriebes linkerhand noch Mauerreste zu sehen. Dort befand sich die 1753 erbaute „Hendelsmühle“. Die Wassermühle wurde direkt von Hendelsteichabfluss und Drebabach gespeist. Seinen Zulauf bildet der Kolmesbach aus dem Gebiet der Kolmse, namentlich aus dem sorbischen „Kholm“ - Hügel abgeleitet. Die Mühle stellte ihre Arbeit erst nach dem Zweiten Weltkrieg ein und wurde 1968/69 abgerissen.
Zwischen den Dörfern Plothen und Linda liegt das Büchigt mit einem Weiher, dem sogenannten Hiel-, Hollen- oder Höllenteich.
Unter seinen tiefen schwarzen Gewässern ruht der Sage nach das versunkene „Dorf Blut“.
Glockengeläut, tief aus der Erde kommend, soll zu bestimmten Zeiten über die Flur hallen. An diesen Ort ist es „nicht richtig.“ Niemand ging zur Nachtzeit gern dort vorbei. Urkundliche Belege für diese legendäre Wüstung fanden sich bisher nicht. Der Hielteich ist nur wenige 100 Meter vom höchsten Punkt der Hochebene (511 m) entfernt. Es drängt hier sich der Verdacht eines vorchristlichen Bezuges zu Frau Holle und der Unterwelt auf. Vielleicht bezieht sich der 1817 erwähnte Flurteil „wüste Blöthe“ auf das ehemalige Dorf Blut.

## Verkehr
Der Haltepunkt Dreba lag an der mittlerweile stillgelegten Bahnstrecke Triptis–Marxgrün. Der nächstgelegene in Betrieb befindliche Bahnhof ist Neustadt an der Orla an der Bahnstrecke Gera–Saalfeld, der stündlich von Regionalbahnen der Erfurter Bahn bedient wird.